# Vstop Albanije v Evropsko unijo
Vstop Albanije v Evropsko unijo je proces pridruževanja Republike Albanije v Evropsko unijo. Od leta 2014 je država tudi uradna kandidatka za pristop. 

## Postopek
Uradno je Republika Albanija prošnjo za članstvo v Evropski uniji podala 24. aprila 2009. Prošnjo je Evropski svet odobril 16. novembra istega leta, Evropsko komisijo pa pozval, naj poda svoje mnenje. Komisija je čez eno leto, natančneje 9. novembra 2010 ocenila, da se bodo lahko pristopna pogajanja začela, ko bo Republika Albanija izpolnila vse zahteve, ki so na tej stopnji zahtevane za pogajanja za članstvo.

### Dodelitev statusa kandidatke
Čez dve leti, oktobra 2012 je Komisija predlagala, da se Albaniji dodeli status države kandidatke za članstvo v Evropski uniji, če bo izvedla zahtevane ukrepe. Status je bil Albaniji dodeljen na zasedanju Evropskega sveta 26. in 27. junija 2014, po objavi poročila o napredku pri izvajanju reforme pravosodja ter zatiranju korupcije in organiziranega kriminala.
V poročilu o stanju Republike Albanije za leto 2015 je komisija ugotovila, da je država dosegla napredek pri izpolnjevanju političnih meril za članstvo. Svet za splošne zadeve je prizadevanja Albanije glede izvajanja reform pohvalil, a opozoril, je reforma sodstva še vedno ključna naloga.
Svet za splošne zadeve EU je 26. junija 2018 sprejel sklepe o stabilizacijsko-pridružitvenem procesu EU-Zahodni Balkan, ki vključuje tudi Albanijo. Evropski svet je 28. junija 2018 te sklepe potrdil.

## Primerjava med Albanijo in EU
|                               | Albanija          | Albanija         | Evropska unija                             | Evropska unija                             |
| Predsedstvo                   | Predsednik države | Predsednik vlade | Predsednik Evropskega sveta                | Predsednik Evropske komisije               |
| ----------------------------- | ----------------- | ---------------- | ------------------------------------------ | ------------------------------------------ |
| Predsedstvo                   |                   |                  |                                            |                                            |
| Predsedstvo                   | Bajram Begaj      | Edi Rama         | Charles Michel                             | Ursula von der Leyen                       |
| Velikost (km2)                | 28.748            | 28.748           | 4.233.262                                  | 4.233.262                                  |
| Število prebivalcev           | 2,793,592 (2022)  | 2,793,592 (2022) | 447,007,596 (2021)                         | 447,007,596 (2021)                         |
| Nominalni BDP (v milijonih $) | 13.262            | 13.262           | 18.495.349                                 | 18.495.349                                 |
| Valuta                        | Albanski lek      | Albanski lek     | Evro in valute nekaterih posameznih članic | Evro in valute nekaterih posameznih članic |